# タモロコ
タモロコ（田諸子、学名: Gnathopogon elongatus）は、コイ科カマツカ亜科に属する淡水魚。別名はミゾバエ、スジモロコなど。

## 分布
自然分布域は関東地方、東海地方、長野県諏訪湖周辺部、濃尾平野、福井県三方五湖から和歌山県の紀ノ川までの近畿地方、山陽地方、四国の瀬戸内海側と高知県四万十川水系。東北地方、九州へは人為移入された。
最近の分子系統解析では、本種タモロコとホンモロコが含まれる日本のGnathopogonタモロコ属は、大きく分かれる2系統があり、うち１つはホンモロコ（琵琶湖）とタモロコ(滋賀県南部〜瀬戸内海沿岸部、三方湖周辺部)、もう1つはタモロコ（静岡県西部〜伊勢湾岸〜滋賀県西部）、タモロコ（長野県天竜川上流部）という4系統に分かれる結果が得られた。琵琶湖周辺にはホンモロコとタモロコ2系統が生息してるが、タモロコ2系統は同じ場所には生息しないようである。また天竜川上流部伊那谷に生息する系統は、絶滅した亜種スワモロコと近縁である可能性がある。

## 形態

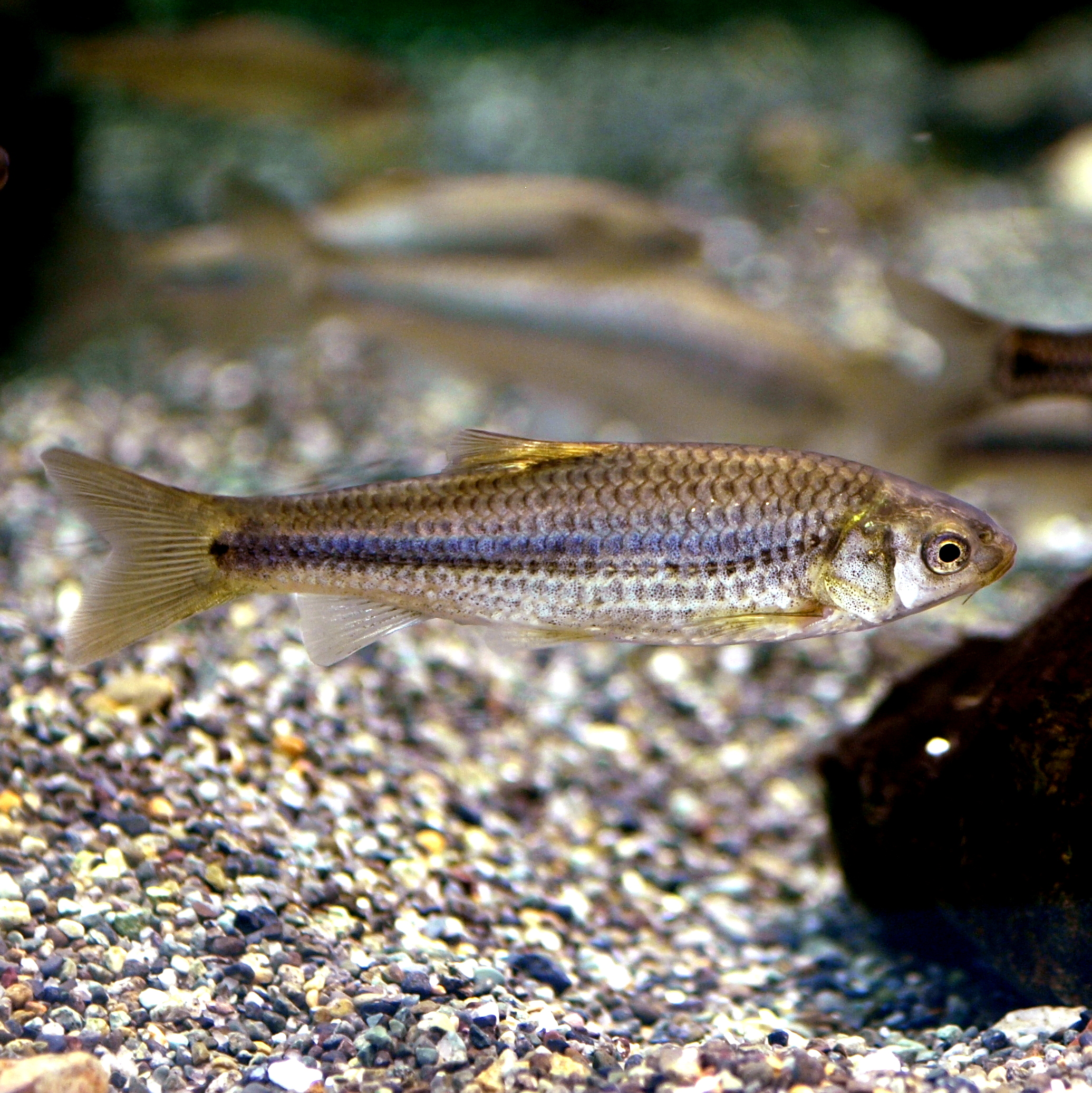
タモロコ

体長は最大で12 cm前後に達する。体型は流線型を基調とするが同じタモロコ属のホンモロコと比べて、ずんぐりとした体型をしているのが特徴。吻は丸く1対のやや長い口ヒゲを備える。
体色は褐色がかった銀白色で、体側には太い暗色の縦帯がある。

## 生態
本来は愛知県以西の本州西部、四国に分布しているが、近年では北海道や東北地方、関東地方、九州にも定着している。主に池沼の中・低層や河川の中・下流、及び用水路などに生息する。比較的低層を集団で泳ぐことが多い。
動物食の強い雑食性で、主に底生動物などを捕食している。
繁殖期は4 - 7月頃。水草に卵を産み付け、孵化した後は1年で5 cmほどに成熟する。
寿命は3年ほど。

## 人間との関係
本種はホンモロコほど食用にはされないが、琵琶湖周辺では雑魚（ざこ）として、佃煮や甘露煮の材料とされている。

## 亜種

### スワモロコ
スワモロコ (Gnathopogon elongatus suwae  Jordan and Hubbs, 1925) は1960年代に絶滅したとされる、諏訪湖固有亜種。絶滅の原因としては、生息地に移植されたホンモロコとの種間競争に敗れた事などが挙げられる。
胸鰭が長く、体に黒点が多いことでタモロコと区別できる。